# 16124 Timdong
16124 Timdong (1999 XR85) là một tiểu hành tinh vành đai chính được phát hiện ngày 7 tháng 12 năm 1999 bởi Nhóm nghiên cứu tiểu hành tinh gần Trái Đất phòng thí nghiệm Lincoln ở Socorro.